# Decolagem
A decolagem (português brasileiro) ou descolagem (português europeu) é a fase inicial do voo de um avião em que o veículo adquire a velocidade necessária para obter a sustentação para alçar voo.
A decolagem é a fase em que geralmente se utiliza a maior potência dos motores.
A decolagem e o pouso são considerados os momentos mais críticos do voo. Nesses procedimentos são necessários cuidados adicionais da tripulação para evitar acidentes.

## Variáveis envolvidas e limite de peso

Um avião comercial decolando.

Na decolagem é necessário que os motores desenvolvam potência suficiente para vencer quatro variáveis:
- Inércia
- Atrito dos pneus com a pista
- Força da gravidade
- Resistência do ar

É o momento em que se aplica a potência máxima nos motores, estando a aeronave normalmente com seu peso máximo (Maximum Take-Off Weight). Este limite máximo de peso na decolagem é estabelecido pelo fabricante e certificado pelas autoridades aeronáuticas para cada modelo de aeronave.

## Parâmetros de segurança

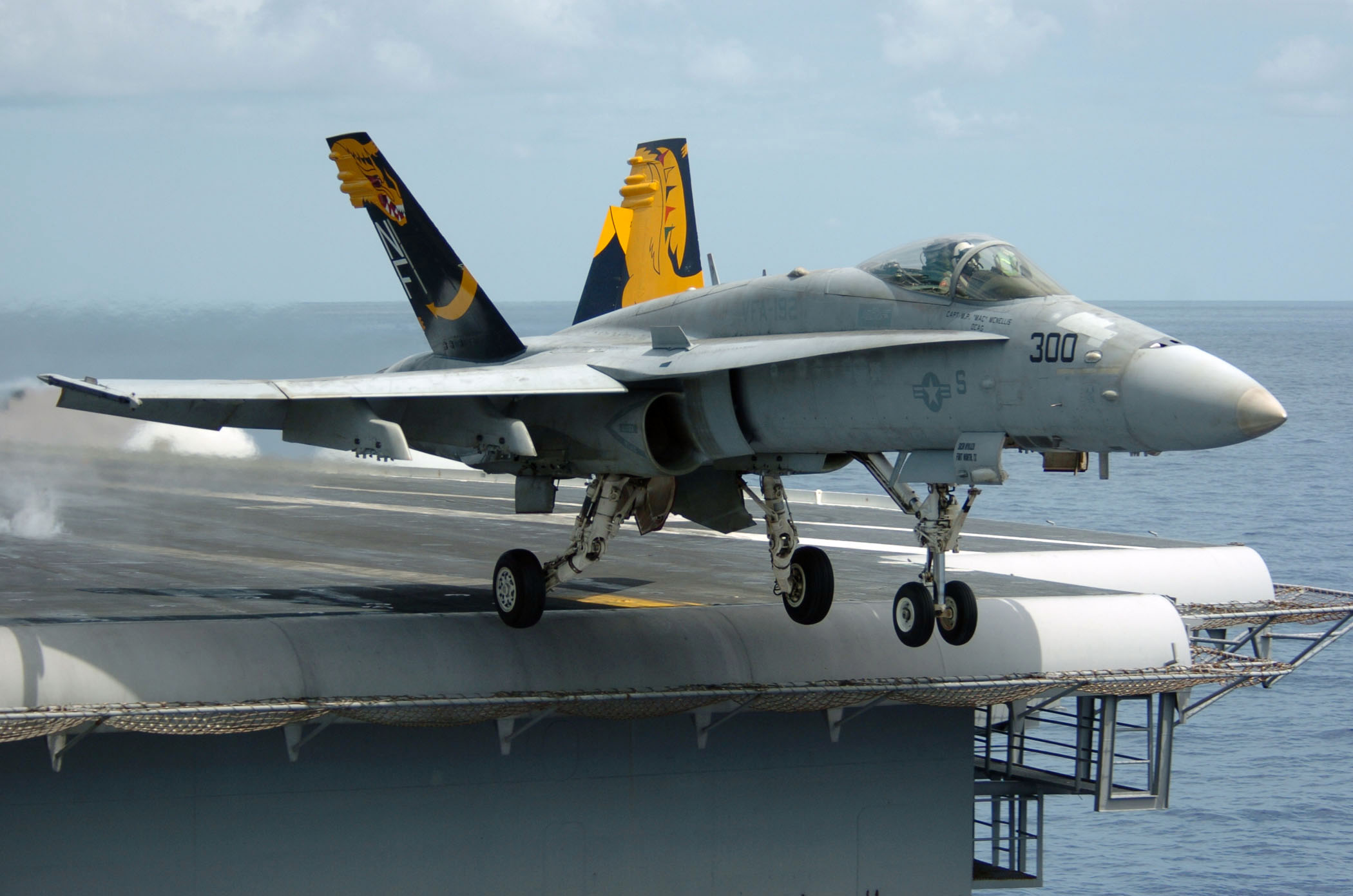
Decolagem de um F/A-18 Hornet de um porta-aviões.

Existem fatores que definem o momento em que a tripulação pode iniciar a decolagem ou abortá-la de imediato, em caso de falha crítica da aeronave. São definidos pela tripulação segundo a configuração da aeronave e as condições de funcionamento, como as condições da pista, pressão atmosférica, temperatura ambiente, versão e peso da aeronave.
Os fatores que estão associados diretamente ao procedimento de decolagem, são:
- V1 - velocidade máxima durante a decolagem na qual o piloto pode parar com segurança a aeronave sem sair da pista. É também a velocidade mínima que permite ao piloto prosseguir em segurança para decolagem, mesmo que ocorra uma falha crítica entre V1 e V2.
- V2 - velocidade de segurança para a decolagem. Acima desta velocidade, a decolagem deve prosseguir e não poderá ser abortada, a menos que haja razões para crer que o avião não irá manter-se no ar.
- V2min - velocidade mínima para a decolagem.
- V3 - velocidade de retração dos flaps.
- VEF - velocidade em que ocorre uma falha crítica do(s) motor(es) durante a decolagem.
- VFTO - velocidade final na decolagem.
- VMCG - velocidade mínima de controle em solo com falha crítica de motor(es).
- VMCA - velocidade mínima de controle em voo com falha crítica de motor(es).
- VR - velocidade de rotação (início da decolagem), momento em que que o trem de pouso "de nariz" sai da pista.

### Relações entre os fatores
- V1 > VMCG
- VR ≥ V1 > VMCA
- V2 > VMCA > VR

## Tipos de decolagem
- CATOBAR (decolagem assistida por catapulta e recuperação por arresto).
- CTOL (decolagem e aterrissagem convencionais).
- JATO (decolagem com propulsão extra fornecida por foguetes).
- STOBAR (decolagem curta e recuperação por arresto).
- STOL (decolagem e aterrissagem curtas).
- STOVL (decolagem curta e aterrissagem vertical).
- V/STOL (decolagem e aterrissagem vertical ou em espaço reduzido).
- VTOL (decolagem e aterrissagem verticais).
- VTOHL (decolagem vertical e aterrissagem horizontal).
- ZLTO (lançamento de aviões anexados a foguetes).